# 莎伦·R·朗
莎伦·R·朗（英語：Sharon Rugel Long，1951年3月2日—）是一位美国植物学家，斯坦福大学教授，知名于细菌-植物的共生关系的研究
，1994年到2001年为霍华德·休斯医学研究所研究员，1992年获麦克阿瑟奖，1993年当选美国国家科学院院士。